# 菊田一夫記念館
菊田一夫記念館（きくたかずおきねんかん）は、岩手県奥州市江刺に所在する、劇作家・菊田一夫を顕彰する資料館である。

## 概要
建物は東西2蔵から成り、当初は1912年（明治45年）小原善次郎により「中善観音」を安置保管するために建造された。現在、東蔵は菊田の記念館として活用されている。当館から東に約500メートルには菊田がラジオドラマ「鐘の鳴る丘」のモチーフにしたとされる旧岩谷堂共立病院（当時・岩谷堂町役場）があり、同作資料を中心に彼の生涯と作品資料を展示。西蔵は「おまつり伝承館」として「江刺甚句まつり」と「夏まつり」を中心に市内各地に伝承される祭りと郷土芸能の資料を展示している。かつては中善蔵の名称で、2001年（平成13年）5月7日、江刺市（現・奥州市）から有形文化財に指定された。

## 建築
東西2棟、煉瓦造（オランダ積み）。東西共に床面積41.4平方メートル、軒高6.14メートル、最高高7.87メートル。屋根は瓦葺、木造、切妻造。

## 中善観音
かつて当館に収蔵されていた坂東三十三観音像、秩父三十四観音像、聖観音像合わせて101体。1752年（宝暦2年）から1773年（安永2年）に京都で製作された。2000年3月6日に江刺市から有形文化財に指定された。現在はえさし郷土文化館で保管されている。

## 利用情報
- 開館時間 - 午前10時から午後5時まで
- 休館日 - 毎週火曜日、年末年始
- 入館料 - 無料

## 交通アクセス
- 岩手県交通江刺バスセンターより徒歩10分
- 東北新幹線水沢江刺駅より車12分

## 周辺施設
- 旧岩谷堂共立病院 - 岩手県指定文化財
- えさし藤原の郷
- 旧後藤家住宅 - 重要文化財